# Siettitia
Siettitia es un género de coleópteros adéfagos  perteneciente a la familia Dytiscidae. 

## Especies
- Siettitia avenionensis	Guignot 1925
- Siettitia balsetensis	Abeille 1904